# 上雷施塔特山
47°47′32″N 13°37′01″E / 47.79219°N 13.61708°E
上雷施塔特山（德語：Hohe Rehstatt），是奧地利的山峰，位於該國北部，由上奧地利州負責管轄，屬於赫倫格山的一部分，海拔高度906米，每年平均降雨量1,801毫米。